# Probot
I Probot sono un progetto musicale formato da all-stars del mondo metal e diretto dal frontman dei Foo Fighters (ed ex-batterista dei Nirvana), Dave Grohl.

## Storia
Il nome deriva dall'unione dei nomi probe + robot.
L'album pubblicato nel 2004, è la realizzazione di un sogno che aveva da giovane Grohl, quello di unire le voci dei mostri sacri delle band heavy metal anni ottanta e novanta; quelle che insomma lo hanno influenzato a inizio carriera.
Tutto è iniziato nel 2001, anno in cui il rocker ha cominciato a darsi da fare per riunire un po' di cantanti e mettere insieme un po' di canzoni. Si è persino avvicinato alla leggenda del death metal Chuck Schuldiner, che in quel periodo stava combattendo il cancro, ed ha persino chiesto fondi per aiutarlo; tuttavia Schuldiner è deceduto, prima che il progetto avesse inizio.
Aveva chiesto anche al famoso cantante degli Slayer Tom Araya di partecipare, ma non poteva a causa di conflitti di programmazione. In seguito, Dave ha ricevuto le prime conferme di artisti che hanno poi collaborato al progetto Probot, come Matt Sweeney, chitarrista ex Chavez e Zwan, Snake dei Voivod, Eric Wagner dei Trouble, Wino degli The Obsessed; ma anche qualche nome più noto al pubblico come Lemmy Kilmister dei Motörhead, Cronos dei Venom, Max Cavalera e infine King Diamond.
Hanno completato il disco le voci e i contributi di Mike Dean (Corrosion of Conformity), Kurt Brecht (Dirty Rotten Imbeciles), Lee Dorrian (Cathedral, Napalm Death) e Tom G. Warrior (Celtic Frost).
Nel 2003 è uscito un ep 7" in sole 6666 copie contenente due tracce: Centuries of Sin con Cronos e The Emerald Law con Wino.

## Formazione
- Dave Grohl - batteria
- Kim Thayil - chitarra
- Cronos - voce, basso
- Max Cavalera - voce, chitarra
- Lemmy Kilmister - voce, basso
- Mike Dean - voce, basso
- Kurt Brecht - voce
- Lee Dorrian - voce
- Wino - voce, chitarra
- Tom G. Warrior - voce, chitarra
- Snake (Denis Bélanger dei Voivod) - voce
- Eric Wagner - voce
- King Diamond - voce
- Jack Black - voce

## Discografia
- 2004 - Probot